# Szóterjedelemteszt
Szóterjedelemteszt (word span, word recall) A rövid távú verbális RTM (vagy fonológiai RTM) vizsgálja, azaz a fonológiai hurkot, amely a munkamemória (Baddeley nevéhez köthető) egyik komponense, amely két részből áll: a fonológiai tárból és az artikulációs hurokból (Németh, Racsmány, Kónya és Pléh, 2000).
A fonológiai hurok fontos szerepet játszik a nyelv megértésében és tanulásban, a szókincs gyarapításában, illetve az olvasás tanulásában és megértésében (Baddeley, 2003). Ezekben a folyamatokban a két legfontosabb szerepet a Wernicke- és a Broca-terület játssza. A Wernicke-terület (Br. 39-40) a szenzoros beszédközpont, amely a domináns félteke gyrus temporalis superior hátsó részének és a lobulus parietalis inferiorjának találkozásánál helyezkedik el. A Broca-terület (Br. 44-45) a motoros beszédközpont, amely a domináns félteke gyrus frontalis inferiorján található (Bartos, 2009).
A szóterjedelemteszt részben a szemantikus emlékezetet is vizsgálja, tulajdonképpen számterjedelemteszt szavakkal.

## A vizsgálat menete
A vizsgálatvezető két szótagú ragozatlan szavakat olvas fel, köztük 1-1 másodperces szüneteket tartva. Ezt követően a vizsgált személynek a hallott sorrendben kell visszamondania a szavakat. Minden sorozat 4 azonos hosszúságú sorból áll, az első sorozat 3, az utolsó 9 szót tartalmazó sorokból. Amennyiben adott sorozatban 50%-os teljesítményt nyújt, a következő sorozat egy szóval hosszabbodik. A kihagyás, a felcserélés és a konfabuláció hibának számít. A vizsgált személy pontszámát az utolsó elfogadható sorozat száma adja.
Alkalmazhatunk ragozott szavakat is, amennyiben feltehető, hogy a vizsgált személynek a Broca-területe sérült.

## A szólisták összeállításakor a következőekre tanácsos odafigyelni
- Ne legyenek azonos kategóriájú szavak,
- a szavaknak ne legyen érzelmi töltetük,
- ne szerepeljenek tabu szavak,
- azonos gyakoriságú szavakat válasszunk,
- a szavak mássalhangzó-magánhangzó-mássalhangzó-magánhangzó-mássalhangzó alakúak legyenek (pl. kalap, fotel, meder),
- ne rímeljenek, mert az rontja a teljesítményt,
- főnevek legyenek (az igék a végrehajtó funkciókat vizsgálják),
- azonos képkiváltó értékük legyen, ne legyenek absztrakt szavak (pl. háború).

## Külső hivatkozások
- Anatómiai tulajdonnevek betűrendben/összeáll. Bartos István